# FZD10
Uvojiti-10 je protein koji je kod ljudi kodiran FZD10 genom. FZD10 se takođe označava CD350 (klaster diferencijacije 350).
Članovi familije „uvojitih“ proteina su 7-transmembranski receptori za Wnt signalne proteine. FZD10 protein sadrži signalni peptid, cisteinom bogati domen u -terminalnom ekstracelularnom regionu, 7 transmembranski domen, i -terminalni PDZ vezujući motiv. Većina uvojitih receptora je spregnuta sa beta-kateninskim kanoničkim signalnim putem. Izražavanje ovog gena je znatno povećano ćelijama raka debelog creva.

## Literatura
- Finch PW; He X; Kelley MJ;  . (1997). „Purification and molecular cloning of a secreted, Frizzled-related antagonist of Wnt action”. Proc. Natl. Acad. Sci. U.S.A. 94 (13): 6770—5. PMC 21233 . PMID 9192640. doi:10.1073/pnas.94.13.6770.
- Tanaka S; Akiyoshi T; Mori M;  . (1998). „A novel frizzled gene identified in human esophageal carcinoma mediates APC/beta-catenin signals”. Proc. Natl. Acad. Sci. U.S.A. 95 (17): 10164—9. PMC 21479 . PMID 9707618. doi:10.1073/pnas.95.17.10164.
- Kumar S; Connor JR; Dodds RA;  . (2001). „Identification and initial characterization of 5000 expressed sequenced tags (ESTs) each from adult human normal and osteoarthritic cartilage cDNA libraries”. Osteoarthr. Cartil. 9 (7): 641—53. PMID 11597177. doi:10.1053/joca.2001.0421.
- Terasaki H, Saitoh T, Shiokawa K, Katoh M (2002). „Frizzled-10, up-regulated in primary colorectal cancer, is a positive regulator of the WNT - beta-catenin - TCF signaling pathway”. Int. J. Mol. Med. 9 (2): 107—12. PMID 11786918.
- Strausberg RL; Feingold EA; Grouse LH;  . (2003). „Generation and initial analysis of more than 15,000 full-length human and mouse cDNA sequences”. Proc. Natl. Acad. Sci. U.S.A. 99 (26): 16899—903. PMC 139241 . PMID 12477932. doi:10.1073/pnas.242603899.
- Omoto S; Hayashi T; Kitahara K;  . (2004). „Autosomal dominant familial exudative vitreoretinopathy in two Japanese families with FZD4 mutations (H69Y and C181R)”. Ophthalmic Genet. 25 (2): 81—90. PMID 15370539. doi:10.1080/13816810490514270.
- Gerhard DS; Wagner L; Feingold EA;  . (2004). „The status, quality, and expansion of the NIH full-length cDNA project: the Mammalian Gene Collection (MGC)”. Genome Res. 14 (10B): 2121—7. PMC 528928 . PMID 15489334. doi:10.1101/gr.2596504.

## Spoljašnje veze
- „Frizzled Receptors: FZD10”. IUPHAR Database of Receptors and Ion Channels. International Union of Basic and Clinical Pharmacology. Архивирано из оригинала 03. 03. 2016. г.
- FZD10+protein,+human на 